# Mihret Topcagić
Mihret Topcagić (Gračanica, Bosnia y Herzegovina, 21 de junio de 1988) es un futbolista bosnio que juega de delantero en el Klagenfurter AC 1909 de la Kärntner Liga.

## Clubes
| Club                     | País       | Año       | Partidos | Goles |
| ------------------------ | ---------- | --------- | -------- | ----- |
| F. C. Kärnten            | Austria    | 2008-2009 |          |       |
| F. C. Admira Wacker      | Austria    | 2009-2011 | 29       | 4     |
| Wolfesberger A. C.       | Austria    | 2011-2014 | 84       | 26    |
| F. C. Shakhter Karagandá | Kazajistán | 2014-2015 | 63       | 20    |
| S. C. Rheindorf Altach   | Austria    | 2015-2016 | 6        | 0     |
| Wolfesberger A. C.       | Austria    | 2016-2018 | 46       | 4     |
| F. K. Sūduva             | Lituania   | 2018-2020 | 66       | 37    |
| N. K. Osijek             | Croacia    | 2021-2023 | 38       | 6     |
| Klagenfurter AC 1909     | Austria    | 2024-     |          |       |

## Palmarés

### Títulos nacionales
| Título                | Club         | País     | Año  |
| --------------------- | ------------ | -------- | ---- |
| A Lyga                | F. K. Sūduva | Lituania | 2018 |
| Supercopa de Lituania | F. K. Sūduva | Lituania | 2019 |
| Copa de Lituania      | F. K. Sūduva | Lituania | 2019 |
| A Lyga                | F. K. Sūduva | Lituania | 2019 |